# ثيودور لينك
ثيودور لينك (بالإنجليزية: Theodore Link)‏ هو مهندس معماري أمريكي، ولد في 17 مارس 1850، وتوفي في 12 نوفمبر 1923.